# Tourisme dans la région de Québec
Pour les articles homonymes, voir Québec (homonymie).

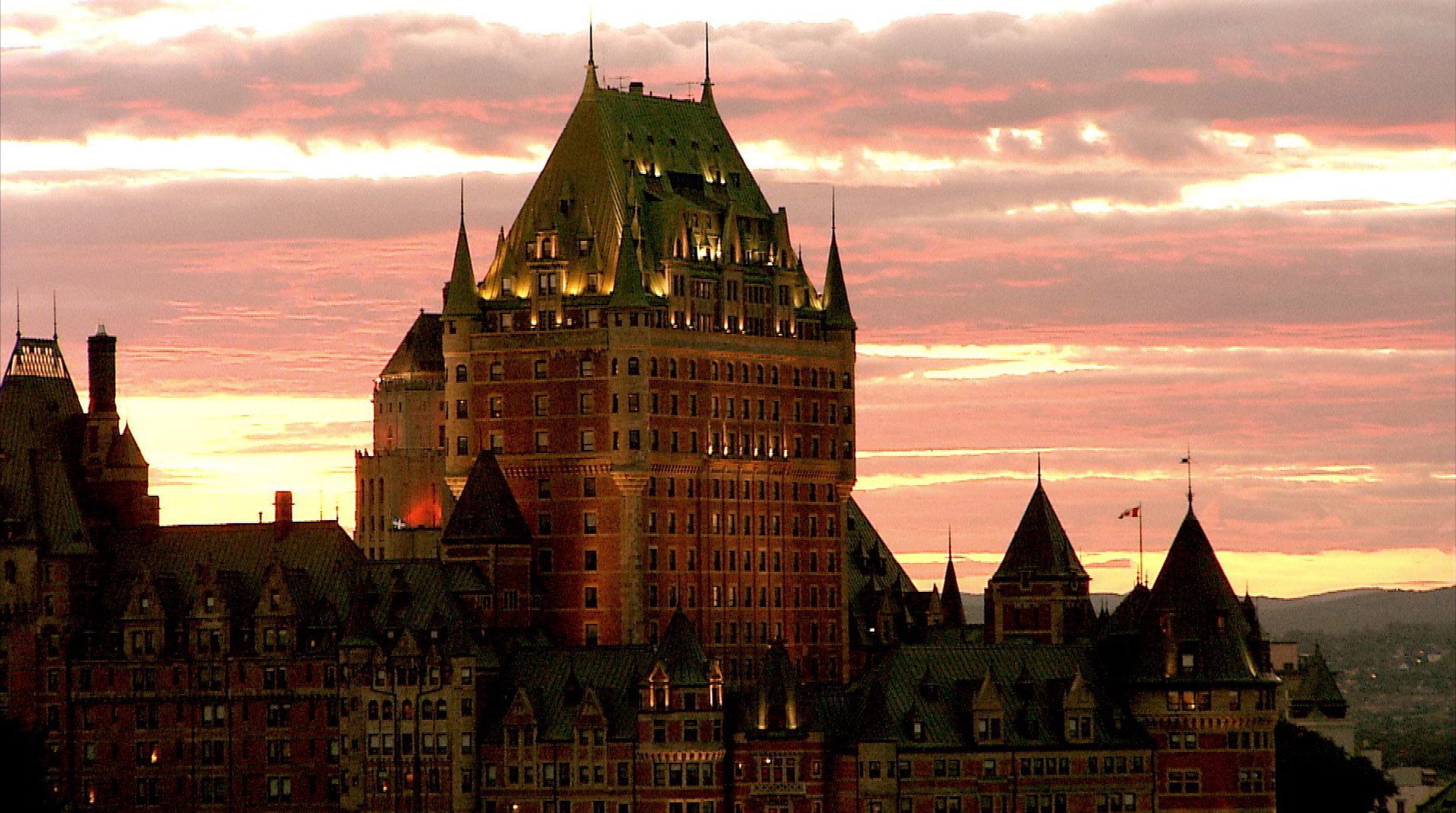
Le château Frontenac, Vieux-Québec

Le tourisme dans la région de Québec est une composante importante de l'activité économique de la région de Québec, l’une des 22 régions touristiques du Québec. En 2009, elle compte 2 575 entreprises associées au secteur du tourisme, soit 9 % de toutes les entreprises touristiques du Québec. En moyenne, le tourisme génère quelque 12 000 emplois dans la région.
Créée en 1979, la région touristique de Québec regroupe la ville de Québec et toutes les municipalités des quatre municipalités régionales de comté (MRC) suivantes : L'Île-d'Orléans, La Côte-de-Beaupré, La Jacques-Cartier et Portneuf.
La promotion de ses attraits est assurée par l'Office du tourisme de Québec sous le vocable Québec, Ville et région.
La région administrative de la Capitale-Nationale compte ces mêmes territoires, en plus des MRC de Charlevoix et Charlevoix-Est, qui forment à eux deux la région touristique de Charlevoix.